# Ivonne Montero
Ivonne Montero (Mexikóváros, Mexikó, 1974. április 25. –) mexikói színésznő, modell.

## Élete és pályafutása
1974. április 25-én született Mexikóvárosban. 
2004-ben megkapta az Anita, a bűbájos bajkeverő című telenovella címszerepét. 2007-ben a Sin vergüenza című sorozatban játszott főszerepet. 2008-ban a TV Aztecához szerződött, ahol főszerepet kapott a Secretos del alma című telenovellában.

## Filmográfia

### Televízió
- Amores que engañan (2022) .... Angie
- La casa de los famosos (2022) .... Önmaga
- Malverde: El Santo Patrón .... Ángeles Serrano
- Las Malcriadas (2017–2018) .... Rosa Ochoa
- El Señor de los Cielos (2016) .... Consuelo "Connie" Limón
- Hombre tenías que ser (2013–2014) .... Raquel Lomeli Montemayor
- México baila (2013) .... Önmaga
- La Isla, el reality (2012; 2016) .... Önmaga
- Generación (2011) .... Önmaga
- La loba (2010) .... Ángeles Fernández Luna /Ángeles Alcázar Segovia "La Loba"
- Gran Desafío (2009) .... Önmaga
- Valeria (2009) .... María Inmaculada Hidalgo/Coral
- Secretos del alma (2008–2009) .... Diana Cervantes
- Anita, a bűbájos bajkeverő (¡Anita, no te rajes!) (2004–2005) .... Ana "Anita" Guerrero (Magyar hang: Mezei Kitty)
- Elbűvölő szerelem (Amor descarado) (2003–2004) .... Betsabe Galdamez
- La familia P. Luche (2003)
- A szerelem ösvényei (Las vías del amor) (2002–2003) .... Damiana "Madonna" (Magyar hang: Mezei Kitty)
- Diseñador de ambos sexos (2001) .... Bárbara
- El juego de la vida (2000–2001) .... Carola Lizardi (#1)
- Por un beso (2000–2001)
- Villa Acapulco (La casa en la playa) (2000) .... Katia
- Sebzett szívek (Siempre te amaré) (2000) .... Meche (Magyar hang: Kisfalvi Krisztina / Árkosi Kati)
- DKDA Sueños de juventud (1999–2000) .... Ella misma
- Mujeres engañadas (1999–2000)
- Acapulco szépe (Alma rebelde) (1999)
- Rosalinda (1999) .... Celina Barriga (#2)
- Esperanza (Nunca te olvidaré) (1999) .... Paola Campo
- Salud, dinero y amor (1997–1998) .... Ivonne Sanchéz
- Alguna vez tendremos alas (1997) .... Alicia

### Film
- Dating License (2009) .... Elisabeth
- Al fin y al cabo (2008) .... Karla
- Playball (2008) .... Sofía
- Becsületes tolvajok (To Rob a Thief) (2007) .... Rafaela
- La reportera salvaje (2007) .... Miranda
- Los Pajarracos (2006) .... Sulama
- Asesino en serio (2002) .... Yolanda
- El tigre de Santa Julia (2002) .... Rosa

### Valóságshow
- Conducción "generación" (2011) TV Azteca
- Gran Desafío (2009) TV Azteca
- La Isla (2012) TV Azteca
- México baila (2013) TV Azteca